# Милиция Суринама
Милиция Суринама или Ополчение Суринама (нидерл. Surinaamse Schutterij) — отряды самообороны, созданные в годы Второй мировой войны в составе Королевской армии Нидерландов на территории Голландского Суринама.

## История
Милиция Суринама была создана в 1939 году из коренного населения Суринама. Это были иррегулярные подразделения, основной задачей которых была помощь Колониальным войскам Нидерландов в защите территории Суринама. По закону милиция не могла быть использована за пределами территории Суринама. Изначально это были добровольческие отряды, хотя в 1940 году в милицию было мобилизовано 180 человек. Отряды милиции должны были помочь регулярной армии в защите территории Суринама от вторжения из Французской Гвианы в которой в тот момент был установлен режим Виши. В 1942 году количество ополченцев достигло 5000 человек. Обучением ополченцев занимались солдаты из бригады принцессы Ирен. 500 суринамских ополченцев вступили в эту бригаду и участвовали в её боевых операциях в Западной Европе. Нидерланды пытались перебросить отряды милиции Суринама в Индонезию, где в 1945 году началась война за независимость Индонезии. Однако правительство Суринама отказалось менять закон, в котором запрещалось использование ополчения за пределами Суринама. Всё же более 450 суринамских добровольцев приняли участие в освобождении Индонезии от Японии, а потом в первой и второй колониальных войнах против индонезийских партизан.

## Состав
В милицию набирали представителей разных народов живущих в Суринаме. Там служили креолы, яванцы, мароны, индосуринамцы, индейцы и др. В 1942 году в подразделениях милиции служило 5000 человек. Существовал женский корпус. Хотя женщины выполняли вспомогательные задачи, они так же как и мужчины обучались стрельбе и занимались физическими упражнениями.